# メイフラワー誓約

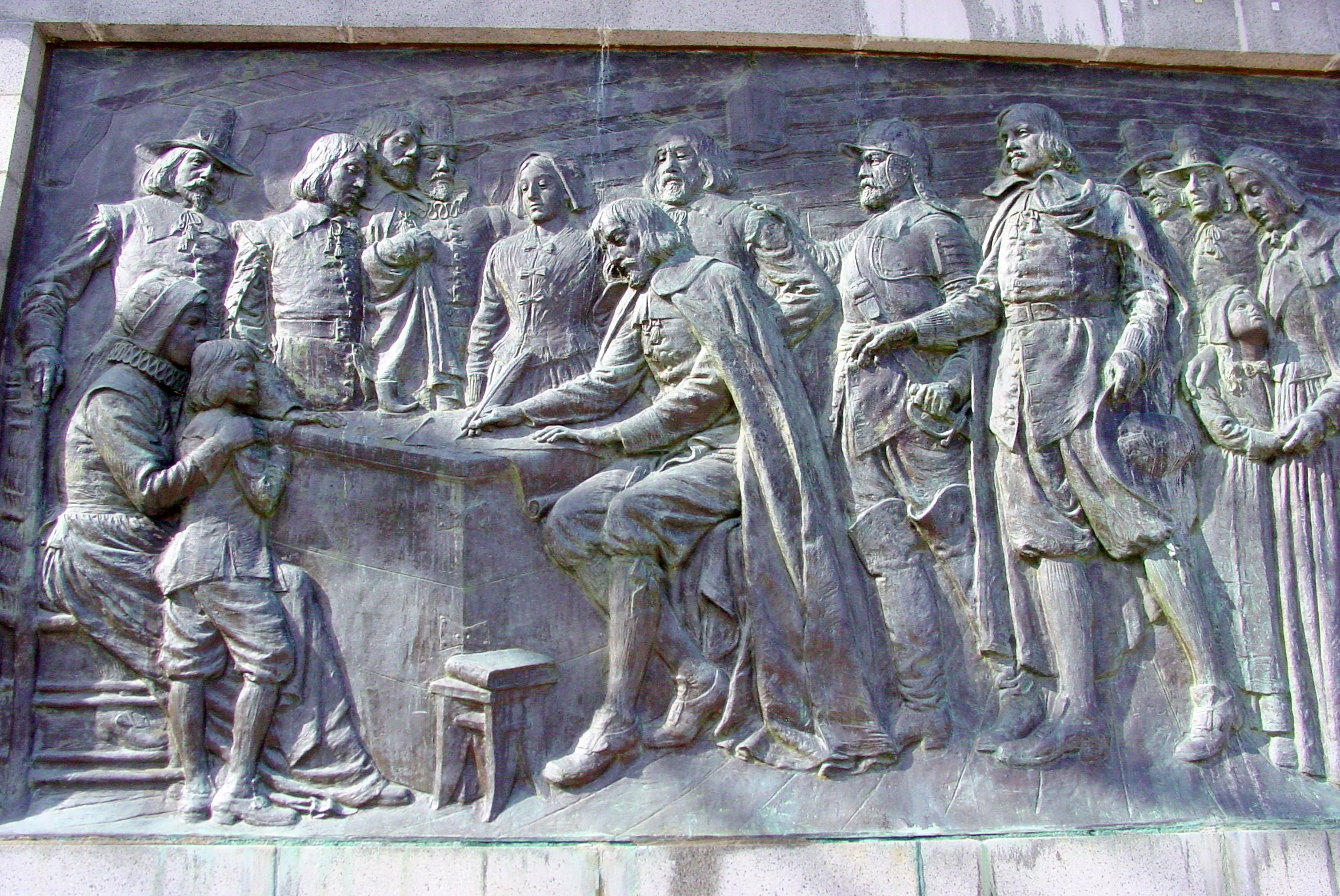
この浅浮き彫りは、メイフラワー誓約に署名する様子を表している。プロビンスタウンのブラッドフォード通り、ピルグリム記念碑の真下にある。

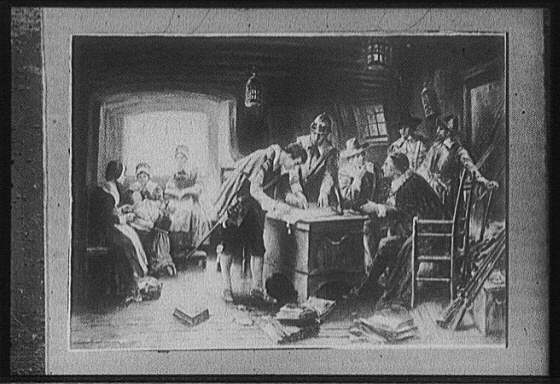
メイフラワー誓約への署名、エドワード・パーシー・モラン画、プリマス博物館に掲示

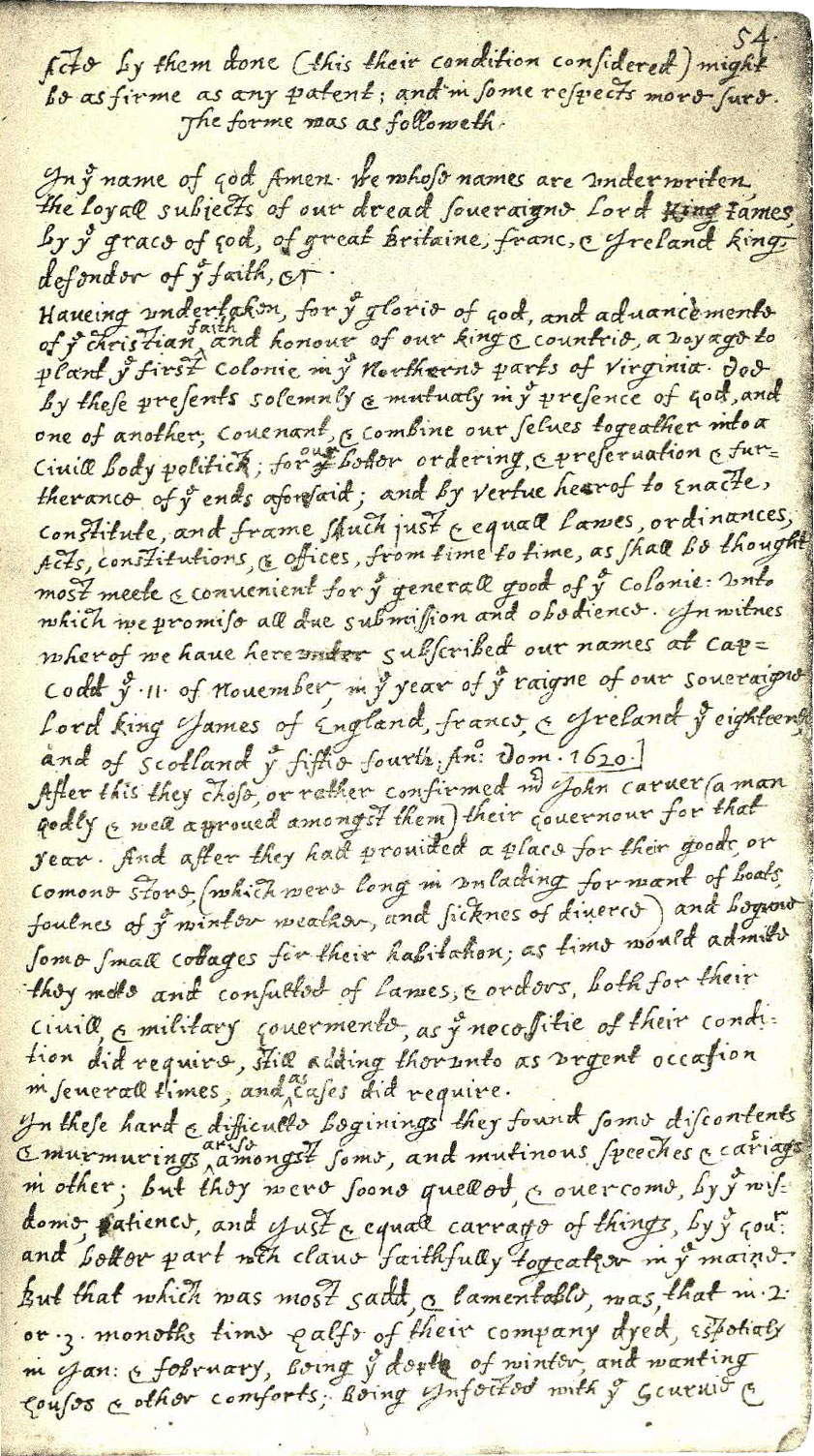
メイフラワー誓約、ブラッドフォードによる写し

メイフラワー誓約（メイフラワーせいやく、英: Mayflower Compact）とは、メイフラワー号で北アメリカに渡ったピルグリム・ファーザーズが、プリマス植民地で作成し、のちのアメリカ連邦制の基礎の一つとなった文書。1620年11月20日、乗船客100人以上のうち41人によって署名された（ユリウス暦11月11日）。メイフラワー盟約（書）もしくはメイフラワー契約（書）とも言われる。

## 誓約を作った理由
メイフラワー号に乗っていた植民者のほぼ半分は、イングランド国教会の意思ではなく独自の決断に従ってキリスト教信仰の自由を求める清教徒のうちの分離派（ピルグリム）だった。当初、 ロンドンのバージニア会社の出資により、イギリス王室から勅許された土地であるハドソン川河口を目指していた。しかし、天候により、それよりは遥か北にある現在のマサチューセッツ州に上陸する決断がなされた。
このことは、「異邦人」（大半は募集に応じたマーチャント・アドベンチャラーズで、植民地の立ち上げや統治をする働き手）の中から、バージニア会社の同意された領土に開拓地が作られるのではないので、「自分達の自由を行使する故に、誰も指揮する権限を持たない...」という声を上げさせることになった。これを防ぐためにピルグリムたちは1つの政府を樹立することにした。
メイフラワー号の乗船客は1620年11月にプリマスで上陸した（この地名はジョン・スミス船長がこれ以前に名付けていた）。開拓者達はメイフラワー号が出港したイングランドのデヴォン州にある主要港に因んでその開拓地を「プリマス」（“Plimouth”、歴史的には古英語の綴りで“Plimoth”としても知られる）と名付けた。
メイフラワー誓約は同時に多数決主義モデルに基づいており（ただし女性と子供には投票権がなかった）、開拓者達の国王に対する忠誠に基づいていた。基本的に開拓者達が生き残るために誓約の規則と規定に従うことに同意する社会契約となった。
署名は、ケープコッドに近い現在のプロビンスタウン港で行われた。

## メイフラワー誓約の本文
メイフラワー誓約の原稿は失われたが、エドワード・ウィンスローの書いた『モートの関係』とウィリアム・ブラッドフォードの日誌『プリマス・プランテーションについて』にある写しは一致しており、正確なものと認められた。ブラッドフォードの手書き原稿はマサチューセッツ州図書館の特別貯蔵所に保管されている。ブラッドフォードの写しは次のようになっている。内容には、契約神学の影響がある。

## 署名者
署名した41人の乗船客の名前はブラッドフォードの甥ナサニエル・モートンが1669年に著した『ニューイングランドの記念』に記されている。モートンの著書は1669年から1855年まで合計で6版が出版されており、歴史学者トマス・プリンスは1736年の著書『年代記形態によるニューイングランド年譜』で1669年の初版と同じリストを載せ、番号を振った。
メイフラワー誓約の文書は失われており、モートンの記載は署名者一覧の唯一の記録となる。プリンスはブラッドフォード知事のフォリオ原稿の最後にあるリストに見つけた10人の名前に「ミスター」を補った。ブラッドフォードの名前に「ミスター」が無いのは、ブラッドフォードの謙譲によるものと考えた。またスタンディッシュには「キャプテン」を付加した。5人の名前にはスペルを修正した。
| 1. ジョン・カーヴァー 2. ウィリアム・ブラッドフォード 3. エドワード・ウィンスロー 4. ウィリアム・ブルースター 5. アイザック・アラートン 6. マイルス・スタンディッシュ 7. ジョン・オールデン | 1. サミュエル・フラー 2. クリストファー・マーティン 3. ウィリアム・マリンズ 4. ウィリアム・ホワイト 5. リチャード・ウォーレン 6. ジョン・ハウランド 7. スティーブン・ホプキンス | 1. エドワード・ティリー 2. ジョン・ティリー 3. フランシス・クック 4. トマス・ロジャース 5. トマス・ティンカー 6. ジョン・リッグズデール 7. エドワード・フラー |

| 1. ジョン・ターナー 2. フランシス・イートン 3. ジェイムズ・チルトン 4. ジョン・クラクストン 5. ジョン・ビリントン 6. モセス・フレッチャー 7. ジョン・グッドマン | 1. デゴリー・プリースト 2. トマス・ウィリアムズ 3. ギルバート・ウィンスロー 4. エドマンド・マージソン 5. ピーター・ブラウン 6. リチャード・ブリターリッジ 7. ジョージ・ソウル | 1. リチャード・クラーク 2. リチャード・ガーディナー 3. ジョン・アラートン 4. トマス・イングリッシュ 5. エドワード・ドーティ 6. エドワード・レスター |